# 石山インターチェンジ

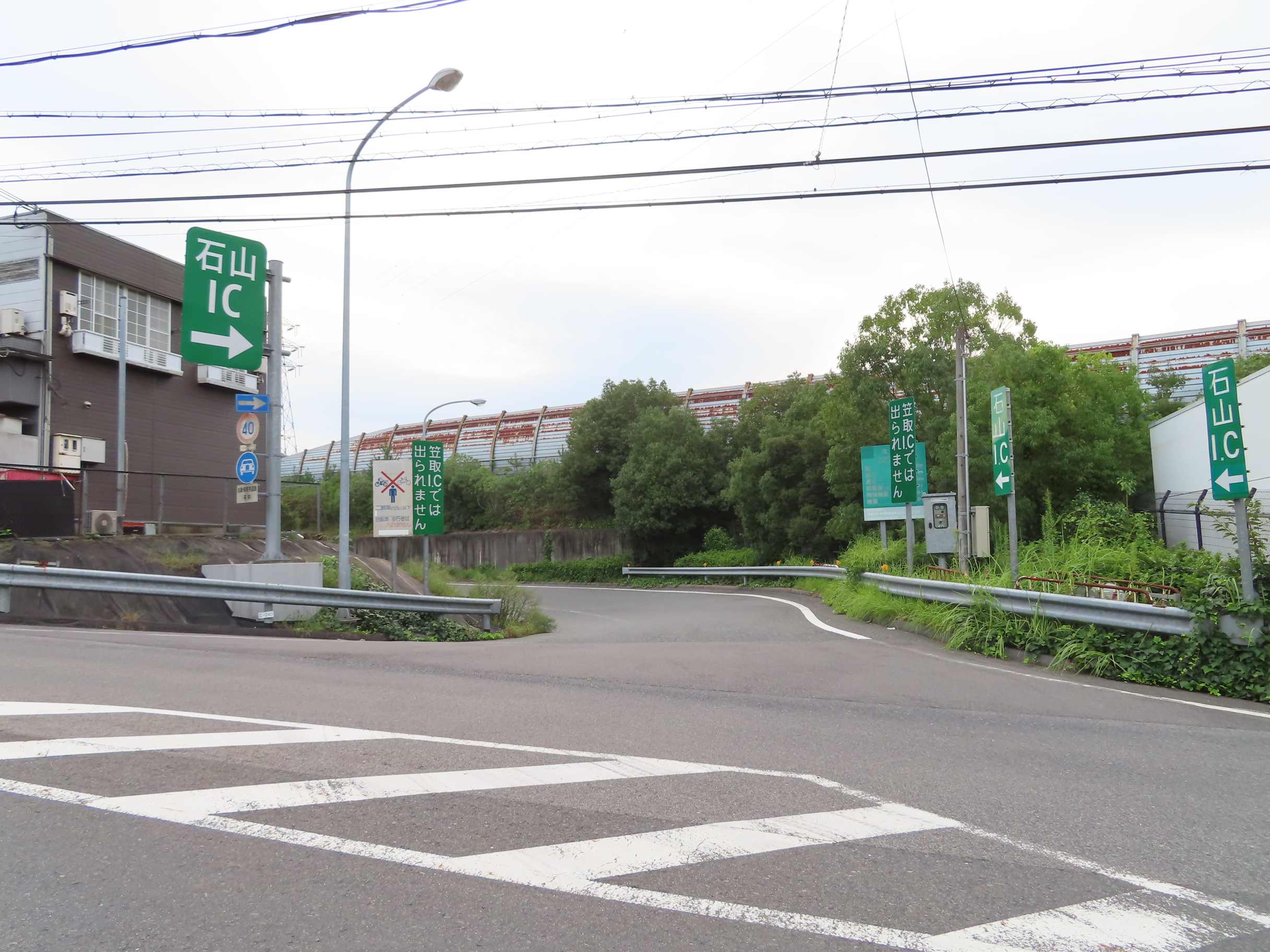
一般道路からの入口（2021年9月撮影）

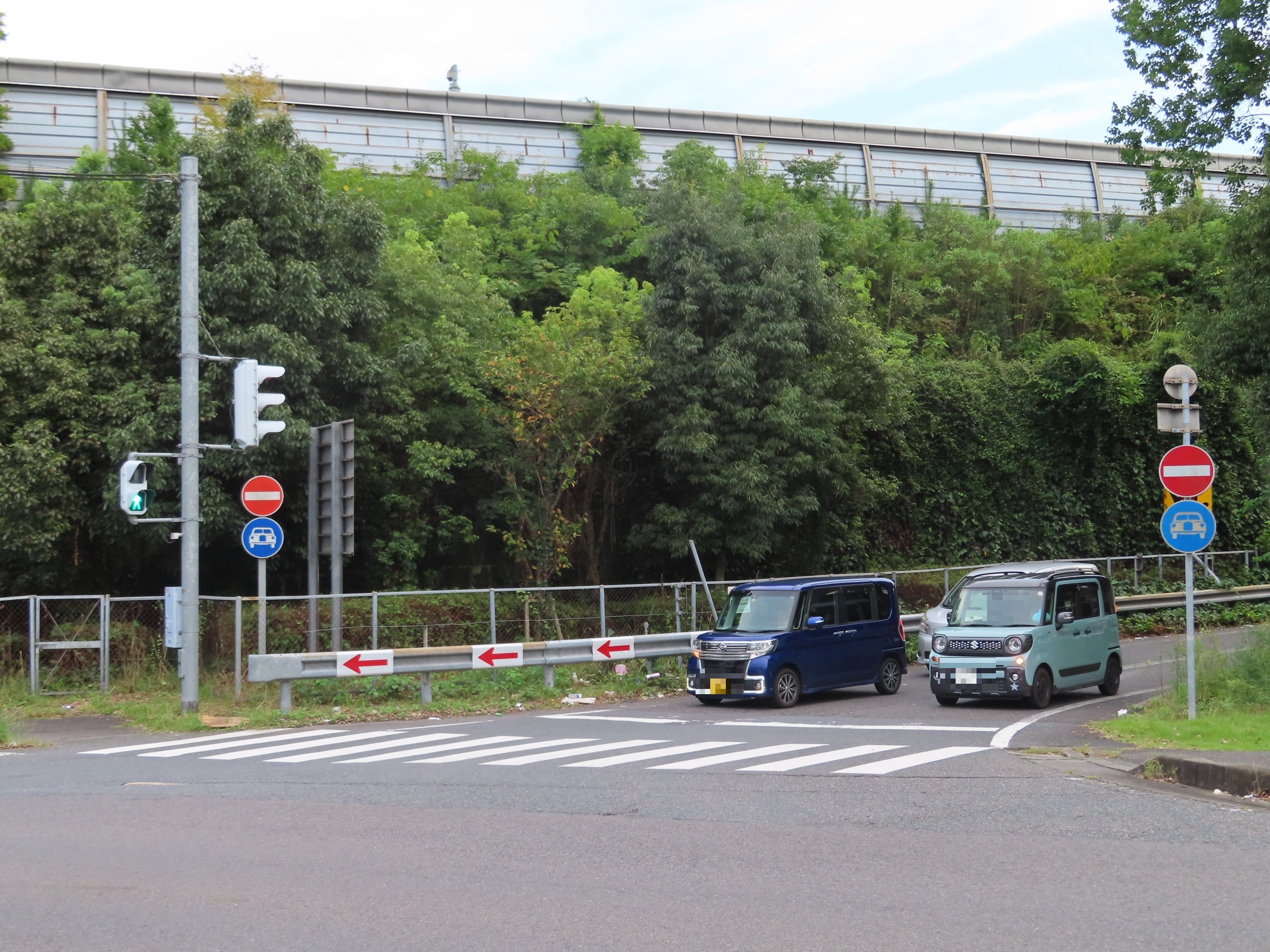
一般道路への出口（2021年9月撮影）

石山インターチェンジ（いしやまインターチェンジ）は、滋賀県大津市石山寺にある地域高規格道路京滋バイパスのインターチェンジで、宇治方面のハーフICである。

## 概要
名古屋方面へは瀬田東ICを利用することになり、草津方面へはここより（厳密には300mほど県道を挟む）、京滋バイパスの一般部が平行している。
京滋バイパスから名神京都方面を目指す場合は瀬田東JCTが名神京都方面⇔京滋バイパス宇治方面には移動できないため、石山ICを降りて一般道を経由して大津ICか瀬田西ICを利用する必要がある。

## 道路
- E88 京滋バイパス（国道1号・1番）

## 接続道路
- 滋賀県道106号千町石山寺辺線

## 料金所
- ブース数：4

### 入口
- ブース数：2　
  - ETC専用：1　
  - ETC・一般：1

### 出口
- ブース数：2　
  - ETC専用：1　
  - ETC・一般：1

## 周辺
- 滋賀大学教育学部
- 滋賀県立大津清陵高等学校
- 大津市立石山中学校
- 大津市立石山小学校
- 石山寺
- 滋賀刑務所

## 隣
E88 京滋バイパス
(30-2) 瀬田東JCT/IC - (1) 石山IC - (2) 南郷IC - (3) 笠取IC - 宇治TN